# 澳洲民族主義黨
澳洲民族主义党是澳大利亚已不存在的一个政党。它由英聯邦自由黨和國民工黨合并而成，成立于1917年2月17日。1917年联邦自由党和工党退党党员组成的国家工党（或译国民工党）合并组成澳洲民族主义党。1931年民族主义党联合又一批工党退党党员以及小党澳大利亚人党，组成統一澳洲黨。